# Fischzäune von Aberlleiniog

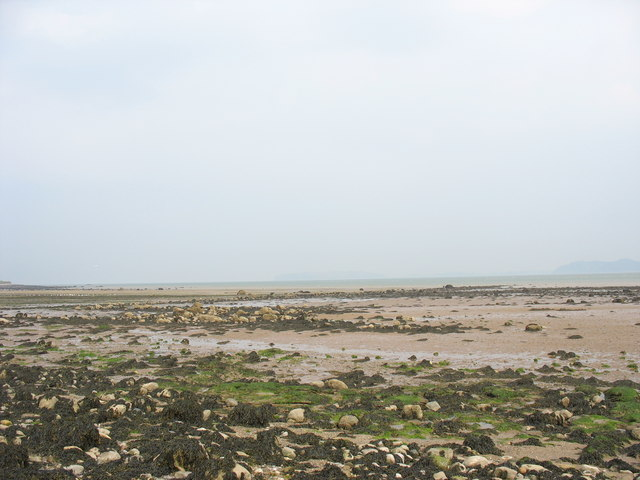
Der Strand bei Trecastell

Die Fischzäune von Aberlleiniog  (englisch Aberlleiniog Fish Weir I + II) liegen östlich von Llangoed, bei Bangor im Nordosten der 25 km langen Menaistraße vor der Insel Anglesey in Powys in Wales.
Ein Fischzaun oder Fischwehr ist normalerweise durch einen Flechtwerkzaun mit einer Reihe von Pfählen gekennzeichnet, oft mit Netzen, die eine trichterförmige Umhegung innerhalb eines Gewässers bilden und zum Fangen oder Halten von Fischen verwendet werden. 
In Großbritannien war die traditionelle Form eines oder mehrere Felswehre in Gezeitenrinnen oder an einem Strand, mit einer Lücke, die durch Zäune aus Flechtwerk oder Netze blockiert werden konnte. Beispiele liegen in der Menaistraße (Beaumaris Fish Trap, Coed Mor Fish Weir, Gorad Ddu Fish Weir, Gorad Friars Bach Fish Weir, Trecastell Fish Weir und Ynys Gorad Goch). Diese Fischwehre wurden mehrheitlich durch Luftbilder identifiziert, wobei am Boden wenig zu erkennen ist.
Die gut erhaltenen Reste der Fischwehrs von Aberlleiniog stammen aus dem Spätmittelalter. Sie sind geradlinig und durch breite Wälle aus Steinen definiert. Die etwa 300 m lange, 8,0 m breite und 0,2 m hohen Mauer der Innenwand mit einer aufgesetzten, bis zu 0,4 m hohen Steinreihe verläuft in 90 Grad zum Ufer. Die Außenmauer verläuft im rechten Winkel und ist etwa 220 m lang.
Das Monument ist von nationaler Bedeutung wegen seines Potentials, die Kenntnisse der mittelalterlichen und nachmittelalterlichen maritimen Praxis zu verbessern. Der Standort hat in Verbindung mit den nahegelegenen Wehren bei Gorad Friars Bach und Trecastell einen signifikanten Gruppenwert. 